# アバカン
アバカン（ロシア語: Абакан; IPA: [ɐbɐˈkan]; ハカス語: Ағбан）は、ロシア連邦のシベリア南部にあるハカス共和国の首都。人口は18万4769人（2021年時点）。

## 地理
北緯53°43′、東経 91°27′に所在し、ハンブルクやミンスクとおよそ同じ緯度にある。アバカンは、ミヌシンスク盆地の中央部、エニセイ川とアバカン川の合流地点に位置している。река Сос。
アバカンの景観は碁盤目状の道と画一的なビル群から成る。

## 歴史
アバカン（Абаканский острог）要塞は、この地に1675年に建設され、アバカンスクとも呼ばれた。
ロシア帝国では、エニセイ県（en）に属し、1823年から1931年までの間、拡大する入植地はウスチ=アバカンスコエと呼ばれた。1914年から1925年まではアバカン、1925年から1931年まではハカッスクとも呼ばれた。
アバカンは、1931年に町としての位置づけと現在の名前を与えられた。
第二次世界大戦後、第33収容施設（ラーゲリ）が設置されて、シベリア抑留の対象となった日本人捕虜が収容された。

## 経済
アバカンには、履物、食品、金属製品を製造する商業の中心地があり、ハカス国立大学（ru）と3つの劇場がある。
ロシア軍に採用された突撃銃（アサルトライフル）、AN-94が「アバカン」の呼称で呼ばれているが、これはこの地に要塞が存在したことに由来しているという。

### 交通
アバカンは、タイシェトとともに、重要路線であるアバカン＝タイシェト鉄道の終着駅であった。現在は、鉄道の重要な分岐点である。また河港、アバカン国際空港もあり、交通の要衝となっている。

## 気候
| アバカンの気候         | アバカンの気候 | アバカンの気候 | アバカンの気候 | アバカンの気候 | アバカンの気候 | アバカンの気候 | アバカンの気候 | アバカンの気候 | アバカンの気候 | アバカンの気候 | アバカンの気候 | アバカンの気候 | アバカンの気候 |
| 月                     | 1月            | 2月            | 3月            | 4月            | 5月            | 6月            | 7月            | 8月            | 9月            | 10月           | 11月           | 12月           | 年             |
| ---------------------- | -------------- | -------------- | -------------- | -------------- | -------------- | -------------- | -------------- | -------------- | -------------- | -------------- | -------------- | -------------- | -------------- |
| 平均最高気温 °C （°F） | −14 (7)        | −9 (15)        | 1 (34)         | 9 (49)         | 19 (66)        | 23 (74)        | 26 (79)        | 24 (75)        | 17 (62)        | 7 (44)         | −6 (22)        | −14 (7)        | 6.9 (44.5)     |
| 平均最低気温 °C （°F） | −23 (−9)       | −21 (−6)       | −10 (14)       | −3 (26)        | 5 (41)         | 11 (52)        | 14 (57)        | 11 (52)        | 4 (40)         | −3 (27)        | −13 (9)        | −21 (−5)       | −4.1 (24.8)    |
| 降水量 mm （inch）     | 8 (0.3)        | 8 (0.3)        | 8 (0.3)        | 10 (0.4)       | 36 (1.4)       | 69 (2.7)       | 74 (2.9)       | 38 (1.5)       | 30 (1.2)       | 23 (0.9)       | 10 (0.4)       | 15 (0.6)       | 329 (12.9)     |
| 出典：Weatherbase      |                |                |                |                |                |                |                |                |                |                |                |                |                |